# Август Ганко
Август Ганко (нім. August Hanko) — німецький льотчик-ас, лейтенант Імперської армії. Кавалер золотого хреста «За військові заслуги».

## Біографія
Учасник Першої світової війни, розпочав військову службу у піхоті. Перейшов в авіацію в червні 1915 року. Спочатку літав у складі 38-го польового льотного дивізіону, а потім — у 2-гу бомбардувальну ескадрилью. Пройшов підготовку на льотчика-винищувача. 2 листопада 1916 року отримав направлення в 20-ту винищувальну ескадрилью. 24 січня 1917 року перейшов у 28-му винищувальну ескадрилью. 24 січня 1918 року став командиром 64-ї винищувальної ескадрильї. Обіймав цю посаду до 7 липня, поки не пішов через хворобу.
Всього за час бойових дій здобув 5 перемог.

## Нагороди
- Залізний хрест 2-го і 1-го класу
- Золотий хрест «За військові заслуги» (28 червня 1917)